# Peropteryx leucoptera
Péroptère à ailes blanches
Espèce
Statut de conservation UICN

 LC  : Préoccupation mineure
Répartition géographique
Peropteryx leucoptera, qui a pour nom commun Péroptère à ailes blanches, est une espèce sud-américaine de chauves-souris de la famille des Emballonuridae.

## Description
Peropteryx leucoptera est une petite chauve-souris, avec une longueur totale entre 61 et 69 mm, la longueur de l'avant-bras entre 41 et 45 mm, la longueur de la queue entre 12 et 17 mm, la longueur du pied entre 8 et 10 mm, la longueur du oreilles entre 15 et 18,5 mm. Elle a un poids jusqu'à 7,8 g. Les femelles sont légèrement plus grandes que les mâles.
La fourrure est longue, duveteuse et dense. Les parties dorsales sont brun foncé, brun sépia ou brun grisâtre, avec la base des poils blancs, tandis que les parties ventrales sont plus claires. Le museau est pointu et glabre, le front est haut. Les oreilles sont triangulaires, aux extrémités arrondies, couvertes de plis cutanés sur la surface interne de l'oreillette et reliées en avant sur la tête par une fine membrane. Le tragus est court et arrondi à l'extrémité, tandis que l'antitragus est semi-circulaire, long et s'étend vers l'avant presque jusqu'au coin postérieur de la bouche. Les membranes des ailes sont blanches et semi-transparentes et attachées en arrière sur les chevilles, une poche glandulaire est présente entre l'avant-bras et le premier métacarpien, s'étendant jusqu'au bord de fuite de l'aile et s'ouvrant vers l'avant. La queue est relativement longue et émerge de la membrane interfémorale à environ la moitié de sa longueur. Le calcar est long.

## Répartition
La chauve-souris est présente dans la région amazonienne et dans les régions voisines de la Colombie, du Venezuela, du Pérou, les Guyanes, du nord de la Bolivie et du nord du Brésil.
L'espèce vit à de faibles altitudes.

## Comportement

### Habitat
Elle se repose dans des grottes, au creux des arbres, sous des rochers en surplomb ou dans des cachettes similaires.

### Alimentation
Elle se nourrit d'insectes capturés en vol.

### Reproduction
Les femelles gestantes furent capturées en mars, avril, mai et juin.